# Elise Thorsnes
Elise Hove Thorsnes (Leikanger, 1988. augusztus 14. –) norvég női válogatott labdarúgó. Az Avaldsnes támadója.

## Sikerei

### Klubcsapatokban
Norvég bajnok (5):
- Røa (2): 2007, 2011
- Stabæk (1): 2013
- Avaldsnes (1): 2017
- Lillestrøm SK (1): 2019

 Norvég kupagyőztes (4):
- Røa (2): 2009, 2010
- Stabæk (1): 2013
- Lillestrøm SK (1): 2019

### A válogatottban
Norvégia
- Algarve-kupa bronzérmes (3): 2008, 2013, 2020